# Daewoo Bus
Zyle Daewoo Commercial Vehicle (кор. 자일대우상용차) — южнокорейская компания по производству автобусов. Основана в 2002 году. Штаб-квартира расположена в городе Пучхоне.

## История
История Daewoo Bus Corp. начинается с образования в феврале 1955 года компании Shinjin Motors (1955-1972), которая начала разработку и производство первых корейских автобусов.
В 1960 г. построен завод в г. Пусан, производивший модели автобусов под маркой SHINJIN FB100LK (1962), SHINJIN BFB50 (1968), SHINJIN DB102L (1968), SHINJIN DHB400C (1970) - это первый автобус в Корее с дизельным двигателем.
В 1972 г. организовано совместное предприятие с General Motors GM Korea, начат выпуск автобусов под маркой Chevrolet и GMC (1972-1976): GMK DB105LC (1972), GMK BD50DL (1973), туристический автобус GMK BU110 (1976).
В 1976 г. произошло переименование компании в Shaehan Motor Co , начат выпуск автобусов под маркой SHAEHAN BUS / SMC BUS:
Городские автобусы BS101 (1977), люксовые BH120 (1981) и городские BF105 (1982), туристические BV113 (1982).
Серийное производство автобусов под маркой Daewoo было организовано в 1983 г. на реконструированном заводе в Пусане, самом маленьком из четырёх южнокорейских предприятий компании Daewoo Motors. Первоначально там осуществлялась сборка автобусов по лицензии японской компании Isuzu, но впоследствии большинство агрегатов к ним стали выпускать собственными силами: туристические BH115H (1986), городские Daewoo BS105  (1986) - начало выпуска легендарной BS серии, Daewoo BS106 (1991), В 1992 г. начат выпуск междугородных Daewoo BH120F.
В 2002 г. произошло выделение автобусного производства в отдельную самостоятельную компанию Daewoo Bus Corporation, начат выпуск автобусов под маркой Daewoo Bus.
Объем выпуска в настоящий момент составляет около 11'000 ед. автобусов на заводах в самой Корее и около 10'000 ед. автобусов производятся на 7-ми заводах и 15 сборочных площадках по всему миру:
Заводы:
Daewoo Bus Corporation, г. Пучхон (штаб-квартира), г. Пусан, г. Ульсан Южная Корея. 
Guilin Daewoo (Китай)
Master Transportation Bus Manufacturing Ltd. (Тайвань)
Daewoo Bus Costa Rica S.A. (Коста-Рика)
GM Daewoo company of Vidamco (Ханой, Вьетнам)
Filipinas Daewoo Industries Corporation (Филиппины)
Daewoo Bus Japan (Токио, Япония)
Daewoo Bus Kazakhstan (Семей, Казахстан)
В программу входят четыре семейства автобусов: серия BS — самые простые и неприхотливые универсальные машины для работы в отдалённых районах, ВМ — автобусы для обслуживания местных линий, BC — специальные низкопольные городские (90% с двигателями на сжатом метане CNG), ВН / FX — междугородные автобусы повышенной комфортности, которые носят красивые имена Royal Express, Royal Cruiser, Royal Luxury и Royal Super Cruiser. Автобусы высшего класса для туристических маршрутов - BX 212 Royal Hi-Decker с объемом багажных отсеков 10 м3 (в исполнении для Европейского рынка с 2-я дверями 8 м3).

## СерияBS
Основная доля производства пока приходится не на роскошные туристские автобусы, а на простые машины для обслуживания местных линий, пригородов столицы и мелких населённых пунктов. К ним относится автобус BS090 (BM090) и BS106 длиной 9 и 10,6 м, вместительностью 20-39 сидячих мест, полной вместимостью 66-76 мест. В его задней части установлены 6-цилиндровый 8-литровый дизель DL-08 мощностью 250-300 л.с. или CNG дизель GE12TI и механическая 5-ступенчатая коробка передач. Подвеска всех колёс рессорная, рулевой механизм снабжён гидроусилителем. Выпускается в различных вариантах с одной (BS090 Royal Midi/BS106 Royal Star), либо с двумя дверями (например BS106 Royal City). Тип передней двери - складная двухстворчатая, средняя дверь сдвижная (дверь-«купе»).
В 2012 году автобусы BS серии обновлены, получили новую переднюю и заднюю маску, новую кабину водителя и панель приборов. Новое название этих моделей NEW BS 090 и NEW BS 106.

## СерияBC
К этой серии автобусов Daewoo Bus Corp. относится 11 и 12 -метровые низкопольные городские автобусы BC211 и BC212, рассчитанный на перевозку 75 пассажиров (мест для сидения — 20-30). По заказу автобусы можно комплектовать автоматической коробкой передач, пневматической подвеской с системой книлинга, центральной системой кондиционирования и тп.